# Normand Jutras
Pour les articles homonymes, voir Jutras.
Normand Jutras, né le 23 novembre 1948 à Drummondville, est un homme politique québécois. Il a été député de la circonscription de Drummond à l'Assemblée nationale du Québec de 1994 à 2007, sous la bannière du Parti québécois. Il a été curateur public de 2013 à 2018.

## Biographie
Élu député de Drummond pour la première fois en 1994, Normand Jutras a été réélu en 1998 et 2003. Il a été ministre de la Sécurité publique (2002) puis ministre de la Justice, Procureur général et ministre responsable de l’application des lois professionnelles (2002-2003) dans le gouvernement de Bernard Landry.
Dans l'opposition officielle, il a été porte-parole dans plusieurs domaines, dont le transport, le tourisme, le développement économique, les régions, les affaires municipales et la décentralisation. Il a été également président de la Commission de l'économie et du travail.
De 1999 à 2005, il a siégé à l'exécutif national du Parti québécois à titre de représentant des députés.
Normand Jutras a contribué à l’avancement de Drummond, entre autres par la diversification économique, la création d’emplois, l’amélioration des services de santé, d’éducation et de transport, de sorte que cette circonscription est citée en exemple pour son dynamisme.
Il a été défait à l'élection générale du 26 mars 2007 par le candidat adéquiste Sébastien Schneeberger.
Le 7 mars 2013, le gouvernement de Pauline Marois le nomme curateur public (2013-2018).

## Expérience professionnelle
- Avocat de pratique privée en droit civil et du travail, associé du cabinet Jutras et Associés (1972–1994)
- Président du Tribunal disciplinaire du pénitencier de Drummondville (1984–1993)
- Représentant du Procureur général du Canada dans les causes de stupéfiants, aliments et drogues, et autres lois statutaires (1984–1994)

## Formation académique
- Baccalauréat ès arts, Externat classique Saint-Raphaël
- Licence en droit, Université de Montréal (1971)
- Admis au Barreau du Québec en 1972

## Engagement communautaire et politique
- Membre du conseil d'administration de la Société canadienne du cancer (1976–1988), dont huit ans à titre de vice-président responsable des campagnes de financement et quatre ans comme président
- Président de l'Association du Parti québécois de Drummond (1978–1982)
- Membre du conseil d'administration du Barreau du Québec pour la section Arthabaska–Drummond–Mégantic (1978–1980 et 1988–1989)
- Membre du Club Richelieu de Drummondville (1973–1994)
- Membre du conseil d'administration de l’organisme communautaire Carrefour d'entraide Drummond (1979–1981)
- Membre du conseil d'administration du Mondial des cultures (1982–1986)
- Membre du conseil d'administration de l'Ensemble folklorique Mackinaw (1982–1989)
- Membre du conseil d'administration de la Société d'initiative et de développement d'artères commerciales (SIDAC) centre-ville de Drummondville (1993–1994)
- Membre de la délégation commerciale, en France, de la Société de développement économique de Drummond (1991)
- Administrateur (2018-2019), secrétaire (2019-2022), vice-président (2022-2024) et président du Cercle des ex-parlementaires de l'Assemblée nationale du Québec, depuis mai 2024[1].

## Distinctions et prix
Il est fait Chevalier de l'Ordre de la Pléiade le 13 juillet 2018 et Officier de l'Ordre de Drummondville le 7 octobre 2019.